# Ernoul
Ernoul è il nome generalmente attribuito all'autore di una cronaca della seconda metà del XII secolo riguardante la caduta del Regno crociato di Gerusalemme.

## Notizie biografiche
Il nome di Ernoul compare unicamente nella cronaca a lui stesso attribuita. Scudiero di Baliano di Ibelin, uno dei cavalieri più in vista di Gerusalemme, nel 1187 accompagnò il suo signore in un'ambasceria voluta dal re Guido di Lusignano presso il conte Raimondo III di Tripoli. Durante il viaggio verso Tripoli, Baliano e il suo seguito restarono indietro, fermi per un giorno a Nablus, mentre il resto della colonna fu intercettata da un'imboscata dei musulmani (battaglia di Cresson).
Oltre a questo breve episodio, non si hanno altre notizie su di lui. Tuttavia è pressoché certo che egli fosse presente alla battaglia di Hattin (4 luglio 1187), dal momento che la sua cronaca offre un resoconto dettagliato degli eventi visti dalla retroguardia dell'esercito cristiano, guidata proprio da Baliano.
Secondo M. R. Morgan, lo scudiero Ernoul e Arneis di Gibelet ( o Arnaix) sarebbero la stessa persona: Arneis fu un nobile di punta del regno crociato di Cipro nella prima metà del XIII secolo ed ebbe quasi sicuramente dei legami con gli Ibelin, come del resto tutta la sua famiglia già a partire dal secolo precedente.
Questa identificazione viene però rifiutata da Peter Edbury, secondo il quale Arneis visse troppo più tardi per poter essere Ernoul. Inoltre, i due nomi sono troppo dissimili per poter essere sovrapposti.

## LaCronaca di Ernoul
La Cronaca di Ernoul è giunta fino a noi sotto forma di numerosi manoscritti, separati ma molto simili fra loro. Essi derivano con tutta probabilità da una stessa fonte originale andata perduta e attribuita allo stesso Ernoul. Alla base di questi testi vi è una traduzione in francese antico – datata XIII secolo – di una cronaca in latino di Guglielmo di Tiro (Historia rerum in partibus transmarinis gestarum), che scrisse nel regno di Gerusalemme nella seconda metà del XII secolo.
Questa traduzione francese è nota col titolo di Storia di Eraclio o Estoire de Eracles poiché Guglielmo di Tiro fa iniziare la sua cronaca proprio dal regno dell'imperatore bizantino Eraclio.
Fra questi manoscritti, uno dei più importanti è quello conosciuto come Lyon Eracles, che è alla base dell'edizione moderna dell'opera. Gli eventi narrati proseguono, dopo la caduta di Gerusalemme, fino al 1248 ed è l'unico manoscritto a contenere notizie sugli anni dal 1184 al 1197. Una raccolta di testi storici sulle Crociate, compilata dall'Académie des inscriptions et belles-lettres nel XIX secolo col titolo di Recueil des historiens des croisades, utilizza una diversa versione dell'"Eracles" nota come Colbert-Fontainebleau Eracles. Esiste anche un manoscritto più breve noto come l'abrégé e un Florentine Eracles proveniente dalla Biblioteca Laurenziana di Firenze, cronaca degli eventi fino al 1277 contenente un'unica sezione per gli anni dal 1191 al 1197.
Il testo noto come Cronaca di Ernoul e di Bernardo il Tesoriere, edito da L. de Mas-Latrie nel XIX secolo, ha invece una diversa tradizione manoscritta. Si tratta sostanzialmente della versione detta l'abrégé e appare ricavata dalla traduzione francese di Guglielmo di Tiro, che fu poi in gran parte rimossa tranne alcune piccole sezioni. A seconda del manoscritto, la cronaca ha inizio dal 1227 o dal 1231.
I testi giunti fino a noi furono compilati nella loro forma definitiva fra gli anni Trenta e Cinquanta del XIII secolo. Lo stesso Ernoul può averne scritto solo una piccola parte, quella relativa agli anni 1186 e 1187, nei quali Baliano e la famiglia Ibelin hanno un ruolo di primo piano.